# 叠氮化合物
叠氮化合物（英文：azides，hydrazoates，trinitride）在无机化学中，指的是含有叠氮根离子的化合物（{\displaystyle {\ce {N3^-}}}）；在有机化学中，则指含有叠氮基（{\displaystyle {\ce {-N3}}}）的化合物。

## 叠氮根离子
叠氮根离子为並非直线型结构，不論是離子型態抑或是有機物皆有微微彎曲(約172°)，属 {\displaystyle {\text{D}}_{\infty {\text{h}}}} 点群，价电子数为16，和{\displaystyle {\ce {NCN^2-}}}离子、{\displaystyle {\ce {CNO^-}}}离子、{\displaystyle {\ce {NCO^-}}}离子，{\displaystyle {\ce {CO2}}}分子是等电子体。叠氮根离子的化学性质类似于卤离子，例如白色的 AgN3 和 Pb(N3)2 难溶于水。作为配体能和金属离子形成一系列配合物，如{\displaystyle {\ce {Na2[Sn(N3)6]}}}、{\displaystyle {\ce {Cu(N3)2(NH3)2}}}等。

## 无机叠氮化物
绝大多数叠氮化物进行爆炸分解，但也可通过热化学、光化学或放电法使其缓慢分解。爆炸分解的结果是产生相应的单质，分解热即相当于该化合物的标准生成焓。
有些分解产生氮化物：
{\displaystyle {\ce {3LiN3 -> Li3N + 4N2 ^}}}
叠氮化氢的热分解若在1000oC及低压条件下进行，产物收集在用液氮冷却的表面上，可產生氮、氫以及四氮烯：
{\displaystyle {\ce {6HN3 -> 7N2 + H2 + (NH)4}}}
碱金属叠氮化物并不爆炸，只是缓慢分解：
{\displaystyle {\ce {2NaN3 -> 2Na + 3N2 ^}}}
重金属叠氮化物的分解是由于叠氮根离子的激发，结果一个电子跃迁到导带，产生叠氮基。基态的叠氮基解离成基态的N和N2是选律禁阻的，解离成激发态的N和N2虽是选律允许的，但需要259kJ/mol的能量，因此在常温下并不重要。两个叠氮基之间的相互作用也是选律允许的，并且是个放热的的过程，因此可以认为这一步在固体离子型叠氮化物的分解中是重要的一步。
叠氮化物迅速分解能导致爆炸点火或起爆，但原因尚不清楚。
叠氮化钠被用于汽车的安全气囊内，叠氮化铅被用作起爆剂。

## 叠氮根配位化合物

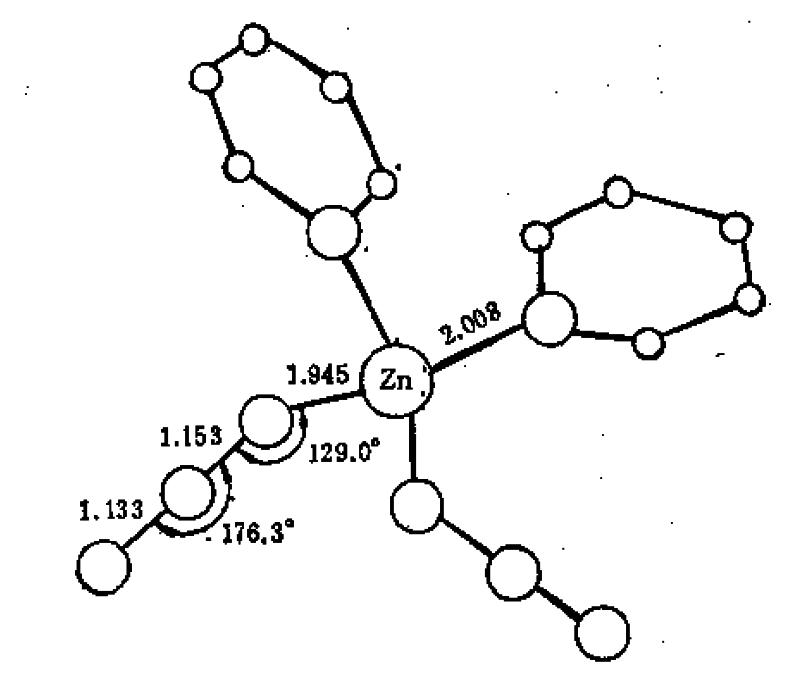
桥式配位的Zn(N_{3})_{2}(C_{5}H_{5}N)_{2}

叠氮根离子可以以端基或橋基的方式与金属离子相结合：

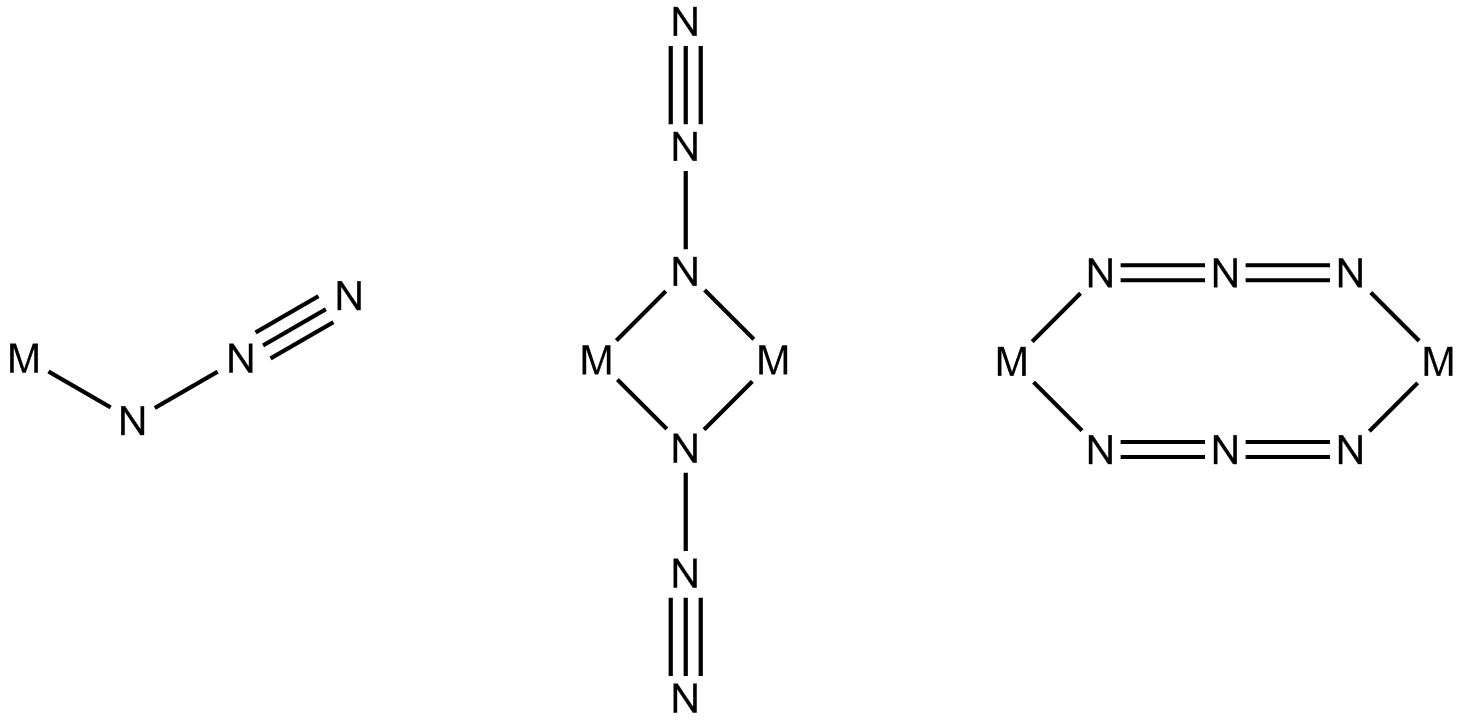
叠氮根离子和金属离子的结合方式，第一个为端基，后两个为桥基。

已知端基配位的较多，桥式的较少。

## 有机叠氮化合物

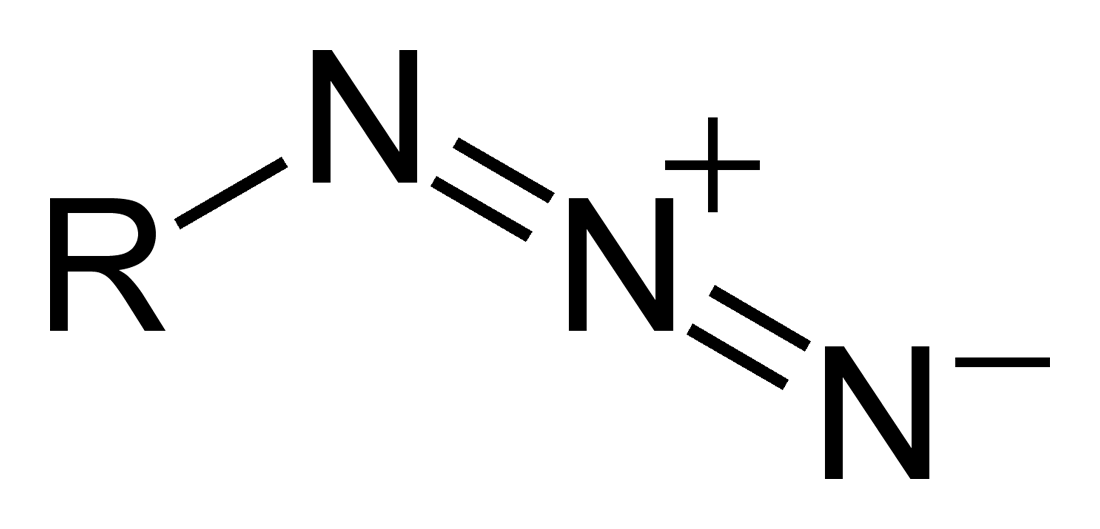
有机叠氮化合物

有机叠氮化合物的端基碳具有亲核性，并且不稳定容易放出氮气。Curtius重排反应即经过酰基叠氮中间体。
有些叠氮化合物是1,3-偶极体，可进行环加成反应。

## 应用
每年大约有250吨叠氮化合物被生产出来，其中主要是叠氮化钠。

### 起爆剂与推进剂
叠氮化钠是汽车安全气囊中的推进剂。加热时，叠氮化钠分解产生氮气，以将气囊迅速撑开：
{\displaystyle {\ce {2NaN3 -> 2Na + 3N2}}}
一些重金属叠氮物，例如叠氮化铅（{\displaystyle {\ce {Pb(N3)2}}}），是对震动敏感的起爆剂，它们会分解成对应的金属和氮气：
{\displaystyle {\ce {Pb(N3)2 -> Pb + 3N2}}}
叠氮化银和叠氮化钡也有类似的应用。有些有机叠氮化合物可能可以用作火箭推进剂，比如2-二甲基氨基乙基叠氮化物（DMAZ）。

### 其他应用
由于叠氮化物的使用具有很高的危险性，即使它们有特殊的反应活性，也很少在商业中使用。

## 相關
- 疊氮酸
- 叠氮化钠